# Eckerd Tennis Open 1972
L'Eckerd Tennis Open 1972 è stato un torneo di tennis giocato sulla terra verde. È stata la 2ª edizione del torneo, che fa parte del Virginia Slims Circuit 1972. Si è giocato a Saint Petersburg, negli Stati Uniti, dal 10 al 16 aprile 1972.

## Campionesse

### Singolare
Nancy Richey ha battuto in finale  Chris Evert con il punteggio di 6–3, 6–4

### Doppio
Karen Krantzcke /  Wendy Overton hanno battuto in finale  Judy Tegart /  Françoise Dürr con il punteggio di 7–5, 6–4